# Maneaba ni Maungatabu
Maneaba ni Maungatabu (engl.: House of Assembly) ist das Parlament im Einkammersystem von Kiribati.
In das Parlament werden 44 Abgeordnete für jeweils vier Jahre gewählt. Des Weiteren gehört dem Parlament ein vom Ältestenrat der fidschianischen Insel Rabi nominierter Vertreter der dort im Exil lebenden Kiribatier aus Banaba an. Das Parlament befindet sich in der Hauptstadt South Tarawa.

## Parlamentsgebäude
Ein Neubau des Parlamentsgebäudes wurde am 14. Oktober 2000 in Ambo, South Tarawa durch den damaligen Präsidenten Teburoro Tito eröffnet. Es ist ein moderner Neubau im historischen Stil der klassischen kiribatischen Versammlungshäuser, den Maneabas. Es befindet sich in Ambo, früherer Sitz war in Bairiki.

## Verfassungsrechtliche Grundlage
Aufbau und Aufgaben des Parlaments sind in der kiribatischen Verfassung vom 12. Juli 1979 festgelegt.
Die ursprünglich vorgesehene Mitgliederzahl wurde durch Beschluss vom 7. Juni 2007 auf 44 erhöht. Gleichzeitig wurde die Sitzvergabe geändert: Wahlbezirke mit weniger als 1500 Einwohnern erhalten einen Sitz, die mit 1500 bis 5000 Einwohnern erhalten zwei Sitze, die über 5000 Einwohner je drei Sitze. Das Verhältnis der 44 direkt gewählten Abgeordneten der jeweiligen Wahlbezirke setzt sich seit der Wahl 2015/16 somit wie folgt zusammen:
| Abgeordnete | Wahlbezirke                                                                                             |
| jeweils 3   | Abaiang, Betio, Kiritimati, North Tarawa, South Tarawa                                                  |
| jeweils 2   | Abemama, Beru, Butaritari, Maiana, Makin, Marakei, Nikunau, Nonouti, Onotoa, Tabiteuea North, Tabuaeran |
| jeweils 1   | Aranuka, Arorae, Banaba, Kuria, Tabiteuea South, Tamana, Teraina                                        |

## Wahlen

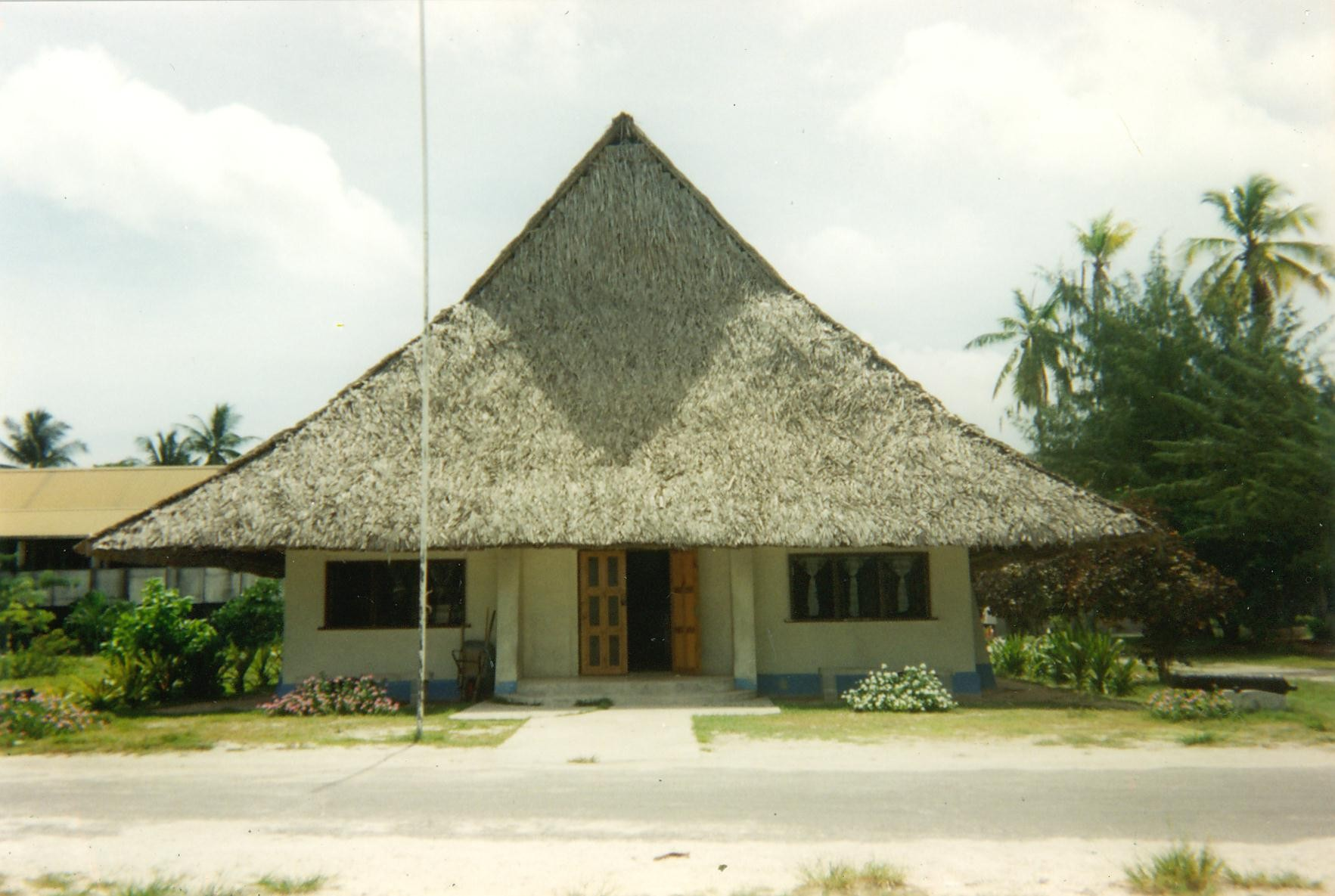
Ehemaliges Parlamentsgebäude bis 2000 in Bairiki

Die zwei Durchgänge der letzten Wahlen fanden am 14. und 21. April 2020 statt.
| Partei                             | Stimmen | % | Sitze | ±  |
| ---------------------------------- | ------- | - | ----- | -- |
| Boutokaan Kiribati Moa Party (BKM) |         |   | 22    | +9 |
| Tobwaan Kiribati Party (TKP)       |         |   | 22    | −9 |
| Vertreter aus Rabi                 |         |   | 1     | ±0 |
| Endergebnis                        |         |   | 45    |    |
| Source: Inter-Parliamentary Union  |         |   |       |    |